# Sergio Tenente
Sergio Tenente (Trieste, 19 marzo 1940 – Padriciano, 1º agosto 2020) è stato un calciatore italiano, di ruolo centrocampista.

## Carriera
Centromediano cresciuto nella Triestina e poi passato alla Roma, dopo un anno in Serie C con l'Ascoli viene ceduto nel 1961 al Milan con cui gioca 4 gare nella Coppa dell'Amicizia italo-franco-svizzera 1962.
L'anno successivo debutta in Serie B con l'Alessandria, con cui disputa due campionati cadetti totalizzando 61 presenze e 2 gol.
Dopo due stagioni in Serie C con il Como, torna al Milan per un breve periodo nel 1966, per poi passare al Siracusa.

## Palmarès

### Giocatore

#### Club
- Campionato italiano: 1

Milan: 1961-1962